# Daïras de la wilaya d'El Bayadh
La wilaya d'El Bayadh compte huit daïras.

## Daïras de la wilaya d'El Bayadh
1. El Bayadh
2. Rogassa
3. Brezina
4. El Abiodh Sidi Cheikh
5. Bougtoub
6. Chellala
7. Boussemghoun
8. Boualem

Le tableau suivant donne la liste des daïras de la wilaya d'El Bayadh et les communes qui les composent.
| Daïra                 | Nombre de communes | Communes                                                |
| --------------------- | ------------------ | ------------------------------------------------------- |
| El Bayadh             | 1                  | El Bayadh                                               |
| Rogassa               | 3                  | Cheguig, Kef El Ahmar, Rogassa                          |
| Brezina               | 3                  | Brezina, Kraakda, Ghassoul                              |
| El Abiodh Sidi Cheikh | 4                  | Aïn El Orak, Arbaouat, El Abiodh Sidi Cheikh, El Bnoud  |
| Bougtoub              | 3                  | Bougtoub, El Kheiter, Tousmouline                       |
| Chellala              | 2                  | Chellala, El Mehara                                     |
| Boussemghoun          | 1                  | Boussemghoun                                            |
| Boualem               | 5                  | Boualem, Sidi Ameur, Sidi Slimane, Sidi Tifour, Stitten |